# Хакназаров, Худоберды
Худоберды Хакназаров (тадж. Ҳақназаров Худобердӣ) — таджикский дипломат, государственный служащий, кандидат исторических наук (1987). Министр внешних отношений Республики Таджикистан (1992), Министр труда и занятости Республики Таджикистан (1998—2000), Министр иностранных дел Республики Таджикистан (1992).

## Биография
Худоберды Хакназаров (Худойберди Холикназаров) родился 14 июня 1951 года в городе Хорог, ГБАО.
Окончил персидское отделение факультета восточных языков Таджикского государственного университета (1975).
С 1974 по 1976 гг. — работа переводчиком дари в Афганистане;
1976—1978 гг. — заведующий библиотекой факультета восточных языков Таджикского государственного университета;
1978—1980 гг. — работа переводчиком персидского языка в Иране;
1980—1987 гг. — научный сотрудник Института востоковедения АН Таджикской ССР;
1987—1988 гг. — работа переводчиком в Афганистане;
1989—1991 гг. — заместитель заведующего кафедрой философии и истории Института русского языка и литературы;
1991—1992 гг. — председатель общества "Насири Хисрав";
11.05.1992—20.07.1992 — Министр внешних отношений Республики Таджикистан;
20.07.1992—11.1992 — Министр иностранных дел Республики Таджикистан;
1993—1998 гг. — заместитель председателя Центра координации демократических сил Таджикистана в странах СНГ;
12.02.1998—01.2000 — Министр труда и занятости населения Республики Таджикистан (назначается со стороны ОТО);
2000—2001 гг. — советник Президента Республики Таджикистан;
2001—2007 гг. — советник Посольства Республики Таджикистан в Китайской Народной Республике.